# Singiloncheon (métro de Séoul)
Singiloncheon (hangeul : 신길온천 ; hanja : 新吉溫泉) est une station de correspondance entre la ligne 4 et la ligne Suin–Bundang du métro de Séoul. Elle est située au 2 Hwanggogae-ro, quartier Singil-dong, dans l'arrondissement Danwon-gu de la ville Ansan-si, sur le territoire de la province Gyeonggi-do, au sud-ouest de Séoul, en Corée du Sud.

## Situation sur le réseau

Plan du réseau (2023)

La station, établie en surface, Ansan est une station de correspondance située sur la section commune à la ligne 4 et la ligne Suin–Bundang du métro de Séoul{ :
sur la ligne 4, elle est située entre la station Ansan, en direction du terminus nord-est Jinjeop, et la station Jeongwang, en direction du terminus sud-ouest Oido;
sur la ligne Suin–Bundang, elle est située entre la station Ansan, en direction du terminus nord Cheongnyangni, et la station Jeongwang en direction du terminus ouest Incheon.